# Bornes papales
Les Bornes papales sont des bornes en pierre, datant du XIVe siècle, servant à délimiter la frontière entre les territoires du Dauphiné, et ceux de l'Enclave des papes, au nord du Vaucluse.

## Histoire
Avec l'installation des papes à Avignon, l'Enclave des papes devient un enjeu important. Ils rachètent le territoire afin d'étendre leur influence locale, via le Comtat Venaissin, vers le nord. C'est en 1317 que Valréas est vendue par le dauphin Jean II et son père Guy, prince d’Orange, au pape Jean XXII. Le bornage de ses terres a été fait en plusieurs périodes, au gré des achats pontificaux : en 1324, 1414 et 1457. Il reste, de nos jours, vingt-deux bornes encore en place.

## Les bornes
Ces bornes sont des blocs de pierres de 30 par 40 centimètres, sur une hauteur de 1,50 mètre. Elles sont sculptées du blason du Comtat Venaissin, sur une face et du Dauphiné de l'autre.

## Activités touristiques
L'histoire de ce patrimoine local fait l'objet de circuits sportifs et touristiques, tant à pieds, qu'à vélo. Le circuit pédestre que propose l'office du tourisme de Valréas, ne permettant de voir que la partie des bornes localisées sur cette commune est évalué à une durée de 2h30 à 3h00,.

## À voir aussi